# Hydromyini
Hydromyini ist die Bezeichnung für eine Tribus von Altweltmäusen innerhalb der Familie der Langschwanzmäuse. Sie umfassen zumeist in Australien und Neuguinea sowie benachbarter Inseln heimische Arten (old endemics auf Sahul). In seiner weiten Auffassung besteht die Tribus aus sieben Gruppen (divisions), die auch einige Vertreter der Philippinen mit einschließen (old endemics der Philippinen).
Die zentrale Gruppe bilden die Vertreter der Hydromys-Gruppe und der Xeromys-Gruppe bestehend aus etwa zehn Gattungen. Diese sind vor allem in den Gebirgslagen von Neuguinea verbreitet. Besondere verbindende Merkmale stellen die Einschnürung des Schädels hinter den Orbita, das vereinfachte, beckenförmige Kaumuster der hinteren Backenzähne und die Reduktion des dritten Molaren im Ober- und Unterkiefer bei einem Großteil der Arten dar. Die auffälligen Zahnmerkmale sind eine Anpassung an die Ernährungsweise, welche vor allem auf Wirbeltiere, Insekten und Krebstiere basiert. Spezielle Anpassungen an das Wasserleben finden sich in den vergrößerten Hinterfüßen, den verlängerten und dicht stehenden Schnurrhaaren, der breiten Schnauze und im seitlich flachen Schwanz.
Die Lorentzimys-Gruppe und die Pogonomys-Gruppe sind eine weitere große Gruppe aus wenigstens einem Dutzend Gattungen, die überwiegend Neuguinea und mit einer Form den Norden Australiens bewohnen. Sie setzen sich aus Vertretern zusammen, die teils baumbewohnend und mit beweglichen Greifschwänzen ausgestattet sind beziehungsweise große, rein bodenlebende Nagetiere darstellen.
Die Uromys-Gruppe wiederum besteht aus fünf Gattungen zumeist baumkletternder, rattenähnlicher Arten, deren Schwänze von sich nicht überlappenden Hornschuppen bedeckt sind und deren Backenzähne querverlaufende Höckerreihen auf der Kauoberfläche aufweisen. Die Arten sind weit verbreitet und kommen in Neuguinea, auf den Molukken und Salomonen und in Australien vor.
Die acht Gattungen der Pseudomys-Gruppe sind demgegenüber hauptsächlich in Australien anzutreffen. Sie bilden eine ökologisch vielfältige Einheit aus mausähnlichen Formen, an Trockenregionen angepassten, zweifüßigen Springern, nestbauenden oder baumbewohnenden Arten.
Die Tribus im weiteren Sinne nach Musser und Carleton 2005 sowie nach Lecompte 2008 unter Berücksichtigung neuere Erkenntnisse setzt sich folgendermaßen zusammen:
Tribus Hydromyini:
- Chrotomys-Gruppe

- Philippinen-Waldmäuse (Apomys Mearns, 1905)
- Nasenratten (Rhynchomys Thomas, 1895)
- Archboldmäuse (Archboldomys Musser, 1982)
- Luzon-Streifenratten (Chrotomys Thomas, 1895)
- Soricomys Balete, Rickart, Heaney, Alviola, Duya, Duya, Sosa und Jansa, 2012

- Pseudomys-Gruppe

- Australische Mäuse (Pseudomys Gray, 1832)
- Australische Breitzahnratte (Mastacomys Thomas, 1882) ex Pseudomys
- Australische Hüpfmäuse (Notomys Lesson, 1842)
- Australische Kaninchenratten (Conilurus Ogilby, 1838)
- Australische Häschenratten (Leporillus Thomas, 1906)
- Australische Baumratten (Mesembriomys Palmer, 1906)
- Australische Dickschwanzratten (Zyzomys Thomas, 1909)
- Leggadina Thomas, 1910

- Hydromys-Gruppe

- Schwimmratten (Hydromys É. Geoffroy Saint-Hilaire, 1804)
- Baiyankamys Hinton, 1943 ex Hydromys
- Crossomys Thomas, 1907
- Microhydromys Tate & Archbold, 1941
- Parahydromys Poche, 1906
- Neuguinea-Bergwasserratten (Paraleptomys Tate & Archbold, 1941)

- Xeromys-Gruppe

- Falsche Schwimmratten (Xeromys Thomas, 1889)
- Neuguinea-Moosmäuse (Pseudohydromys Rümmler, 1934)
- Neuguinea-Wasserratten (Leptomys Thomas, 1897)
- Mirzamys Helgen & Helgen, 2009

- Uromys-Gruppe

- Mosaikschwanzratten (Melomys Thomas, 1922)
- Paramelomys Rümmler, 1936 ex Melomys
- Protochromys Menzies, 1996 ex Melomys
- Mosaikschwanz-Riesenratten (Uromys Peters, 1867)
- Nacktschwanzratten (Solomys Thomas, 1922)

- Pogonomys-Gruppe

- Mammelomys Menzies, 1996 ex Melomys
- Pogonomelomys Rümmler, 1936
- Abeomelomys Menzies, 1990 ex Pogonomelomys
- Neuguinea-Bürstenratten (Coccymys Menzies, 1990)
- Xenuromys Tate & Archbold, 1941
- Weißohr-Riesenratten (Hyomys Thomas, 1904)
- Riesenbaumratten (Anisomys Thomas, 1904)
- Mallomys Thomas, 1898
- Neuguinea-Kleinzahnratten (Macruromys Stein, 1933)
- † Spelaeomys Hooijer, 1957
- Chiruromys Thomas, 1888
- Greifschwanzratten (Pogonomys Milne-Edwards, 1877)

- Lorentzimys-Gruppe

- Lorentzimys Jentink, 1911

In einer weitaus engeren Auffassung werden als Hydromyini heute teilweise nur die semiaquatisch lebenden Nagetiere und die terrestrisch lebenden Neuguinea-Moosmäuse bezeichnet, sie umfassen damit die Vertreter der Hydromys-Gruppe und der Xeromys-Gruppe. Die Lorentzimys-Gruppe und die Pogonomys-Gruppe werden dann zur Tribus Anisomyini zusammengefasst, die Uromys-Gruppe zu den Uromyini und die Pseudomys-Gruppe  zu den Conilurini. Diese Gliederung wurde vor allem in der zweiten Hälfte des 20. Jahrhunderts vertreten. Untersuchungen des Spermiums der austrasiatischen Langschwanzmäuse in den 1990er Jahren ergaben aber, dass die einzelnen Triben nicht in jedem Fall eine Einheit bildeten. Aus diesem Grund wurden bereits 1994 die Hydromyini, die Conilurini und die Uromyini zu einer einzigen Tribus vereint. Spätere molekulargenetische Analysen bestätigten die Monophylie der Hydromyini im weiteren Sinne, als Schwestertaxon gelten die Pinselschwanz-Baummäuse aus Südostasien.
Stammesgeschichtlich entstanden die Hydromyini nach der Abspaltung der Rattini vom übrigen Zweig der Altweltmäuse im Mittleren Miozän vor etwa 9,7 Millionen Jahren. Die austrasiatischen Langschwanzmäuse trennten sich dann von den gemeinsamen Vorfahren mit den Pinselschwanz-Baummäusen im Übergang zum Pliozän vor 5,5, Millionen Jahren. Die weitere Diversifizierung der Hydromyini fand im Verlauf des Pliozän statt, als Zentrum wird Neuguinea angesehen. Australien wurde ebenfalls in dieser Phase besiedelt, möglicherweise in mehreren Wellen bis zum Übergang zum Pleistozän vor etwa 2 Millionen Jahren.